# Pavel Marek (stavební inženýr)
Pavel Marek (24. června 1932, Praha – 7. listopadu 2016, Praha) byl český stavební inženýr a vědec. Proslul především jako propagátor inženýrského pravděpodobnostního posudku spolehlivosti.

## Životopis
Studoval na ČVUT v letech 1950–1960 a pak působil na Fakultě inženýrského stavitelství ČVUT a Vysoké škole železniční v Praze. Cenné zkušenosti získával na projektech ocelových konstrukcí ostravského těžkého průmyslu. Později byl zaměstnán jako projektant v podniku Kovoprojekta Praha. Jeho odbornost byla využita v zahraničí, kde působil v letech 1960–1964 v Ranchi ve státě Bihár v Indii.
Po návratu z Indie v roce 1964 působil na Katedře ocelových konstrukcí Stavební fakulty ČVUT, v roce 1967 pod vedením prof. Faltuse obhájil kandidátskou disertační práci o ocelových konstrukcích na poddolovaném území.

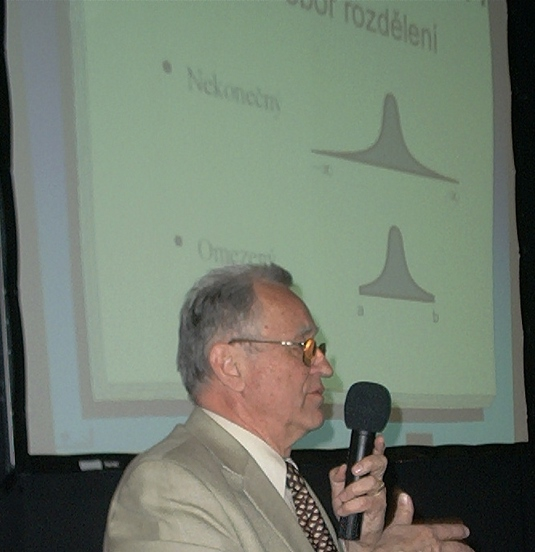
Prof. Pavel Marek při přednášce

Výsledky jeho práce zaujaly prof. L. S. Beedla z Lehigh University v USA, kde pak 2 roky pracoval a zaměřil se na svarová pnutí, lomovou mechaniku a plasticitu ocelových konstrukcí v rámci významných amerických společností. Po návratu na ČVUT v roce 1970 se zaměřil také na technickou normalizaci a v roce 1974 byl jmenován docentem oboru Ocelové konstrukce. V té době se také zabýval únavou materiálu. Po odchodu z ČVUT v roce 1982 působil jako expert ve Sportovních stavbách, kde se zaměřil na únavu ocelových konstrukcí a metody mezních stavů.
V roce 1978 předložil doktorskou disertační práci „Mezní stavy ocelových konstrukcí v podmínkách poddolovaných oblastí“, pro politickou nepřízeň ji mohl obhájit až v roce 1991.
V letech 1989–1996 hostoval na zahraničních universitách (University of Alberta v Kanadě, San Jose State University, Santa Clara University v Kalifornii), zaměřil se na spolehlivost ocelových konstrukcí a stál u zrodu pravděpodobnostního přístupu v posuzování konstrukcí metodou SBRA (Simulation-Based Reliability Assessment). V letech 1987–1990 působil na Slovensku na Stavební fakultě Technické univerzity v Košicích.
V období 1997–2007 působil na Vysoké škole báňské – Technické univerzitě Ostrava (především na Fakultě stavební a krátce také na Fakultě strojní na pozdější Katedře aplikované mechaniky). Zde se zaměřil zejména na rozvoj metody SBRA a úspěšně vedl studenty v rámci diplomových a disertačních prací. Jeho osoba stojí za rozvojem pravděpodobnostního posudku technických struktur v ČR i zahraničí. Na Fakultě strojní VŠB – Technické univerzitě také zahájil a úspěšně ukončil jmenovací řízení profesorem v oboru Aplikovaná mechanika.
V letech 1996–2010 působil také v Ústavu teoretické a aplikované mechaniky Akademie věd České republiky, věnoval se zde rozvoji simulační techniky a pravděpodobnostnímu posudku spolehlivosti. Svou pedagogickou a vědeckou kariéru završil na Západočeské univerzitě v Plzni.
Pavel Marek byl také nositelem 11 patentů, členem domácích i zahraničních profesních organizací, členem redakčních rad vědeckých časopisů a získal také několik domácích a zahraničních univerzitních ocenění.
Život Pavla Marka byl také plný nečekaných zvratů.